# Schätzungskarte

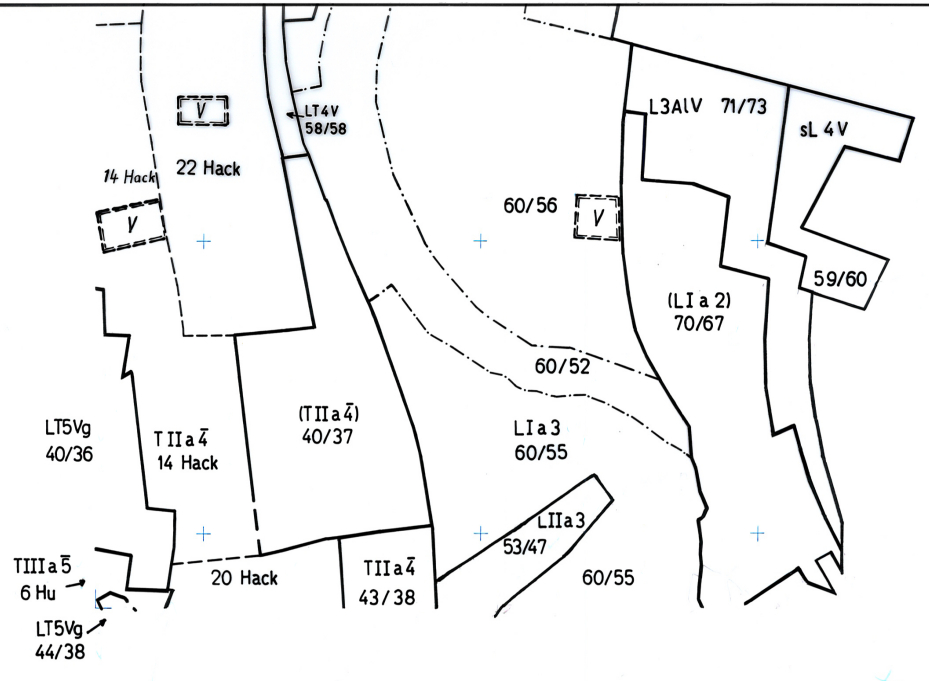
Darstellung einer Schätzungskarte ohne Flurstücksgrenzen

In der Schätzungskarte werden die Ergebnisse einer Bodenschätzung dokumentiert. Geführt wird die Schätzungskarte im Vermessungsamt. Sie wurde hauptsächlich (in den 1930er Jahren) aus steuertechnischen Gründen entwickelt. Die Schätzungskarte soll die Bodenqualität der landwirtschaftlich genutzten Flächen objektiv in Kartenform darstellen.
Ein amtlicher Bodenschätzer begutachtet (in einigen Bundesländern mit 2 weiteren ehrenamtlichen Schätzern aus der Landwirtschaft) in  Planquadraten über die Flurstücks- bzw. Grundstücksgrenzen hinweg die Wertigkeit des Bodens. Bis zu einer Tiefe von 80 cm werden die Bodenhorizonte analysiert (Feuchtigkeit, Umwälzung des Bodens, Verwitterung, Sauerstoffgehalt, Mineralien usw.) Die Wertigkeit wird unterschieden in Grün- bzw. Ackerland in verschiedenen Klassen mit einer bestimmten Punktzahl. Zugrunde liegt das Bodenschätzungsgesetz von 1935. Die Höchstpunktzahl 100 wurde damals dem Lößboden der Magdeburger Börde vergeben. Abstufungen durch Feuchtigkeit und Nährstoffgehalt, Lage usw. werden ebenfalls erfasst. Bei bestimmten Anbaukulturen, wie dem Spargelanbau im niedriger eingestuften Sandboden, wird allerdings höher eingestuft.
Besondere Bedeutung erhält die Bodenschätzung im Falle der Flurbereinigung, da sie die Grundlage für die Wertermittlung der getauschten Flurstücke bildet.